# براندن لي هينكلي
براندن لي هينكلي (بالإنجليزية: Branden Lee Hinkle)‏ هو فنان قتال مختلط أمريكي، ولد في 29 يوليو 1973 في جفرسون في الولايات المتحدة.

## وصلات خارجية
- براندن لي هينكلي على موقع يو إف سي (الإنجليزية)
- براندن لي هينكلي على موقع شيردوغ (الإنجليزية)
- براندن لي هينكلي على موقع IMDb (الإنجليزية)
- براندن لي هينكلي على موقع قاعدة بيانات الفيلم (الإنجليزية)